# Hans Kristian Rørdam
 For alternative betydninger, se Hans Christian Rørdam. (Se også artikler, som begynder med Hans Christian Rørdam)
Hans Kristian Rørdam (ved dåben Hans Christian) (24. marts 1842 i Glenstrup v. Hobro – 22. oktober 1924) var en dansk sognepræst og salmedigter. Far til Valdemar Rørdam.
Han var søn af Hans Nicolai Kellermann Rørdam og Valdemarine Charlotte Rørdam f. Birkedal.
I 1860 blev han student fra Roskilde. Teologisk kandidat i 1868. Gift 1871 med Bolette Ingeborg Olsen.
Han skrev salmen Man siger, Livet har bange kår (nr 547 i Den Danske Salmebog).
I 1881 blev Hans Kristian Rørdam sognepræst i Holeby og Bursø pastorat på Lolland. Samme år døde hans kone, med hvem han havde en række børn, blandt andre sønnen Valdemar Rørdam, der senere blev lyriker og beskrev tabet i Holeby. En digtsamling (Gyldendal 1940). Bolette Ingeborg Rørdams gravsten findes stadig på Holeby kirkegård. I 1882 giftede Hans Kristian Rørdam sig med Louise Theodore Rønne. I 1884 døde hans far, og han efterfulgte ham som sognepræst i Undløse. I 1893 fik han embede i Fanefjord Sogn på Møn, indtil han søgte afsked i 1911.